# Geograpsus crinipes
Geograpsus crinipes is een krabbensoort uit de familie van de Grapsidae. De wetenschappelijke naam van de soort is voor het eerst geldig gepubliceerd in 1851 door Dana.